# Salobral
Salobral ist ein Ort und eine zentralspanische Gemeinde (municipio) mit 102 Einwohnern (Stand: 2024) in der Provinz Ávila in der Autonomen Region Kastilien-León. 

## Lage
Salobral befindet sich in den nördlichen Ausläufern der Sierra de Gredos etwa zehn Kilometer westsüdwestlich von Ávila in einer Höhe von 1180 m. Im Gemeindegebiet liegt der Flugplatz El Salobral Valle Amblés  Das Klima im Winter ist kühl, im Sommer dagegen trotz der Höhenlage durchaus warm; der Regen (ca. 575 mm/Jahr) fällt – mit Ausnahme der nahezu regenlosen Sommermonate – verteilt übers ganze Jahr.

## Bevölkerungsentwicklung
| Jahr      | 1970 | 1981 | 1991 | 2001 | 2011 | 2021 |
| Einwohner | 195  | 138  | 129  | 127  | 135  | 119  |

## Sehenswürdigkeiten

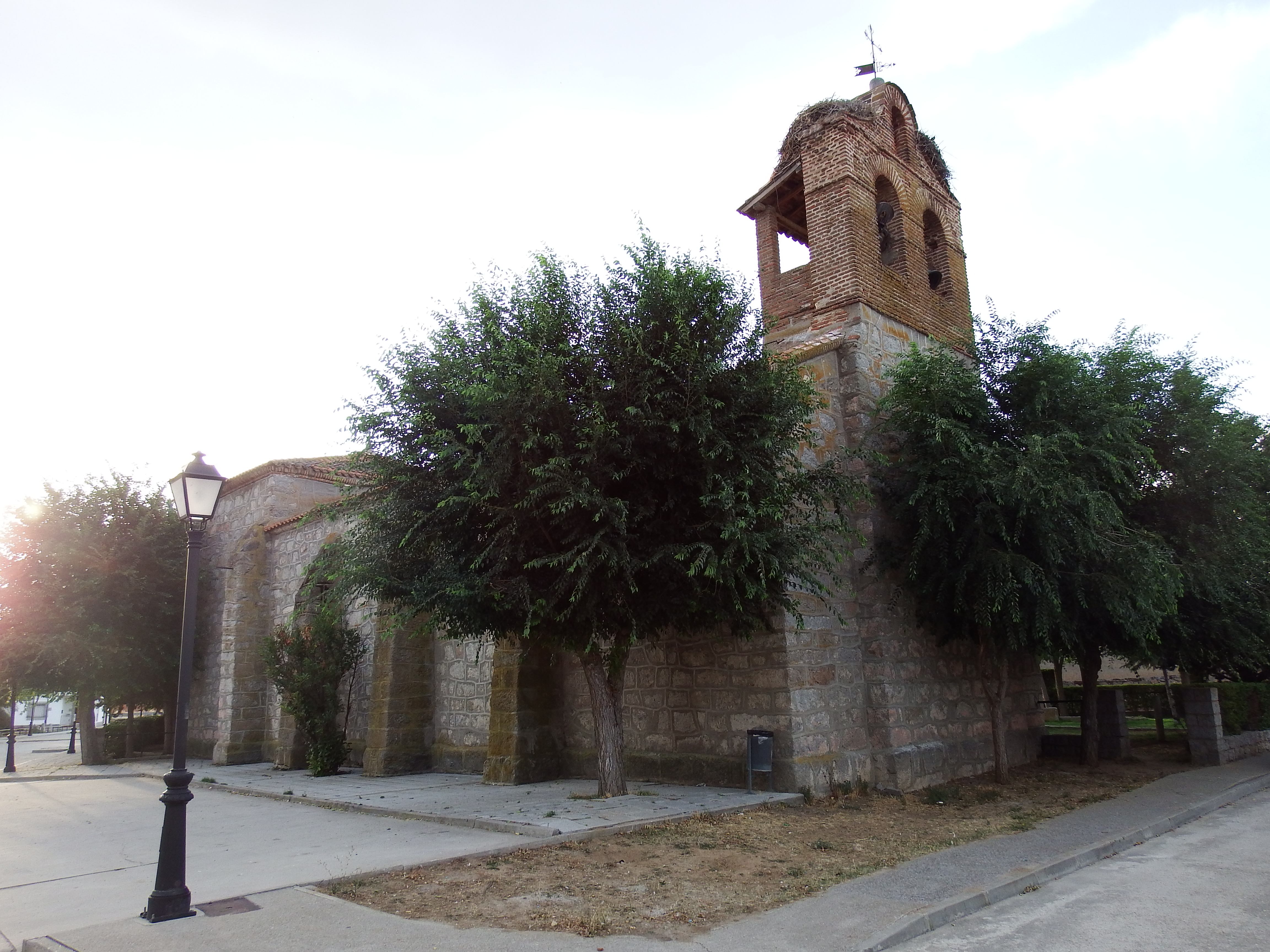
Martinskirche

- Martinskirche